# O Diário da Manhã
O Diário da Manhã é um jornal diário brasileiro que foi fundado na cidade de Corumbá, Mato Grosso do Sul em 15 de março de 1979.

## Características
O jornal apresenta o formato tabloide (31 cm X 23,5 cm), com oito páginas, quatro colunas e circula de terça-feira a sexta-feira. Sua impressão é feita pelo sistema de off set, em gráfica própria. Varia de oito a doze páginas, não tem suplementos, nem cadernos, publica edição especial só no dia do aniversário da cidade. Tem tiragem de 1000 exemplares. 
O periódico apresenta publicidade e tem como slogan "Ética, seriedade e democracia". Não há divisão de editorias, os textos mais frequentes são informativos, destacando as notícias policiais.